# بخش ستکبورن
بخش ستکبورن یکی از بخشهای کانتون تورگو  در کشور سوئیس است.